# Saison 5
Albums de IAM
Revoir un printemps
(2003) Arts martiens
(2013)
Singles
Saison 5 est le cinquième album studio du groupe de rap français IAM, sorti le 2 avril 2007. 
Le titre fait référence aux saisons des séries télévisées, associé au N°5 car il s'agit du cinquième album du groupe. Le visuel de la pochette est une référence à celui de la troisième saison de la série Les Soprano (visible ici). 
Certains voient dans le titre une évocation d'un certain désordre mondial, et notamment climatique (en jouant sur la notion de saison comme période de l'année)[réf. nécessaire].

## Description
Cet album comporte 17 morceaux dont les textes sont signés de Akhenaton, Shurik'n et Freeman. Il comprend notamment un featuring avec le chanteur Jehro sur le morceau To the world. United, un autre titre, met en avant les inégalités sociales entre les zones sensibles et les quartiers chics. « Ils parlent de réussite mais nous on pointe au chômage […]. United même si on n'a pas les mêmes racines », reprend le refrain de la chanson.
Le premier single est Une autre brique, le second Ça vient de la rue, le troisième Au Quartier et le quatrième Offishall.
L'album se classe à la 2e place des meilleures ventes d'albums dès la première semaine[réf. nécessaire].

## Accueil critique
Le Temps, qui était plus réservé sur le précédent album, estime que Saison 5 est « une production plus brute de décoffrage, sèche et moderne. [...] Grâce cet angle d'attaque frontal, électroniquement dépoli, où se croisent zestes d'orientalisme, de funk, de soul et de jazz, on croit à nouveau avec plaisir à la prose combat d'IAM. »

## Liste des pistes
| N° | Titre                                              | Interprète(s)                  | Producteur(s)                      | Invité(e)(s)  | Chœur                         | Durée |
| -- | -------------------------------------------------- | ------------------------------ | ---------------------------------- | ------------- | ----------------------------- | ----- |
| 1  | W.W.                                               | Akhenaton - Shurik'n           | Imhotep & DJ Kheops                |               |                               | 4:45  |
| 2  | Une autre brique                                   | Akhenaton - Shurik'n           | Olivier "Akos" Castelli - DJ Spank |               |                               | 4:29  |
| 3  | Hip-Hop Ville                                      | Akhenaton - Shurik'n           | Olivier "Akos" Castelli - DJ Spank |               |                               | 3:52  |
| 4  | Tu le sais - Part. 1 & Part. 2                     | Akhenaton - Shurik'n           | Akhenaton                          |               |                               | 4:31  |
| 5  | Offishall                                          | Akhenaton - Shurik'n           | Imhotep & DJ Kheops                |               |                               | 3:45  |
| 6  | Nos heures de gloire                               | Akhenaton - Shurik'n - Freeman | Akhenaton                          |               |                               | 4:32  |
| 7  | Ça vient de la rue                                 | Akhenaton - Shurik'n - Freeman | Imhotep & DJ Kheops                |               | Polydor "Crew"                | 3:30  |
| 8  | To the world                                       | Akhenaton - Shurik'n           | Akhenaton - Shurik'n               | Jehro         |                               | 4:18  |
| 9  | Le style de l'homme libre                          | Akhenaton - Shurik'n - Freeman | Imhotep                            |               |                               | 3:56  |
| 10 | Rap de droite                                      | Akhenaton - Shurik'n           | Olivier "Akos" Castelli - DJ Spank |               |                               | 4:07  |
| 11 | Il en faut peu                                     | Akhenaton - Shurik'n           | Imhotep                            |               |                               | 3:19  |
| 12 | Si tu m'aimais                                     | Akhenaton - Shurik'n           | Olivier "Akos" Castelli - DJ Spank | Saïd          |                               | 5:22  |
| 13 | Sur les remparts                                   | Akhenaton - Shurik'n - Freeman | Imhotep                            | Julie Zenatti |                               | 3:46  |
| 14 | Rien de personnel                                  | Akhenaton - Shurik'n           | Hal                                |               |                               | 4:09  |
| 15 | Coupe le cake                                      | Akhenaton - Shurik'n           | Akhenaton                          |               |                               | 3:59  |
| 16 | Au quartier                                        | Akhenaton                      | Olivier "Akos" Castelli & DJ Spank |               | Shurik'n                      | 4:57  |
| 17 | United                                             | Akhenaton - Shurik'n           | Olivier "Akos" Castelli            |               | Freeman                       | 3:56  |
| 18 | Hier j'ai croisé un guerrier titre bonus Internet] | Akhenaton - Shurik'n - Freeman |                                    |               |                               | 3:55  |
| 19 | C.V. [titre bonus édition limitée]                 | Akhenaton - Shurik'n - Freeman | Akhenaton                          |               |                               | 3:46  |
| 20 | La ligue (titre bonus édition limitée)             | Akhenaton - Shurik'n - Freeman |                                    |               | Hervé Mathoux & Darren Tulett | 4:12  |

DVD édition limitée
1. C.V. - Titre audio inédit
2. La ligue - Titre audio inédit
3. Une autre brique - Clip
4. Une autre brique - Making-of du clip
5. Teasers making-of Saison 5 - L'album - Épisode 1
6. Teasers Making-of Saison 5 - L'album - Épisode 2
7. Teasers Making-of Saison 5 - L'album - Épisode 3
8. Teasers Making-of Saison 5 - L'album - Épisode 4
9. Teasers Making-of Saison 5 - L'album - Épisode 5
10. Teasers Making-of Saison 5 - L'album - Épisode 6
11. Interstice - La ligue

Sur les versions plus récentes, la piste 11 Il en faut peu a été supprimé tandis qu'a été rajouté à la fin de l'album le long morceau La fin de leur monde, déjà présent sur l'album d'Akhenaton Soldats de fortune. L'album est disque d'or avec près de 100 000 copies vendues.

## Clips
- Une autre brique
- Ça vient de la rue
- Offishall
- Coupe le cake

## Samplesutilisés
- Une autre brique : Gypsys, Tramps & Thieves de Cher[3]
- Tu le sais : Take me just as l am de James Brown, interprété ici par Lyn Collins
- Au quartier : I go crazy de Paul Davis
- Ça vient de la rue : Hunted de Stringtronics, Straight Out the Sewer de Das EFX, Go Stetsa de Stetsasonic
- La ligue : Zadok the Priest de Georg Friedrich Haendel
- Il en faut peu : Handclapping Song de The Meters
- Rap de droite : Teardrop de Massive Attack

## Classements
| Pays              | Meilleure position | Semaines |
| ----------------- | ------------------ | -------- |
| France            | 2                  | 29       |
| Belgique Wallonie | 4                  | 20       |
| Suisse            | 15                 | 10       |